# PortMidi
PortMidi é uma biblioteca de computador  de  tempo real de entrada e de saída de MIDI dados. Ele é projetado para ser portável para vários sistemas operacionais. PortMidi faz parte do PortMusic projeto.

## Ligações Externas
- portmidi.h Definition of the API and contains the documentation for PortMidi[ligação inativa]